# Seppe Rotty
Seppe Rotty (ur. 12 marca 2001 w Torhout) – belgijski siatkarz, reprezentant Belgii, grający na pozycji przyjmującego. 
Seppe nie miał grać w siatkówkę, ponieważ członkowie jego rodziny grali w tenisa. Mający 190 cm wzrostu Rotty zaczynał od gry w tenisa i lekkoatletyki, ale ostatecznie przerzucił się na siatkówkę. W wieku sześciu lat, jadąc na trening lekkoatletyczny, chłopiec przybył o wiele za wcześnie i czekając, wszedł do hali sportowej, w której odbywały się próby lokalnego klubu siatkówki. Do klubu dołączył przypadkiem i jak sam mówi z uśmiechem „przypadkiem trafił do świata siatkówki”. 
Od 2019 roku studiuje na Uniwersytecie Gandawskim inżynierię budowlaną, gdzie w 2025 roku chce uzyskać tytuł magistra.

## Sukcesy klubowe
Mistrzostwo Belgii:
- 2023[8], 2024[9], 2025[10]
- 2022

Superpuchar Belgii:
- 2022, 2023[11]

Puchar Belgii:
- 2023[12], 2024[13], 2025[14]

Puchar CEV:
- 2023[15]

## Sukcesy reprezentacyjne
Mistrzostwa Europy U-17:
- 2017[16]

Europejski Festiwal Młodzieży U-19:
- 2019[17]

WEVZA U-19:
- 2019

Mistrzostwa Europy Juniorów:
- 2020[18]

### Udział siatkarza w pozostałych międzynarodowych turniejach w reprezentacji Belgii[19]
| Turniej                     | Miejsce     | Rok  |
| --------------------------- | ----------- | ---- |
| Mistrzostwa Europy Kadetów  | 7. miejsce  | 2018 |
| Liga Europejska             | 4. miejsce  | 2021 |
| Mistrzostwa Świata Juniorów | 5. miejsce  | 2021 |
| Liga Europejska             | 7. miejsce  | 2022 |
| Liga Europejska             | 6. miejsce  | 2023 |
| Mistrzostwa Europy          | 14. miejsce | 2023 |

## Nagrody indywidualne
- 2019: MVP turnieju WEVZA U-19[20]
- 2024: MVP finału Pucharu Belgii